# Brothers Osborne
Brothers Osborne – amerykański duet założony w 2012 roku, wykonujący muzykę country. W jego skład wchodzą bracia John Osborne i T.J. Osborne.

## Kariera
Bracia John Osborne (ur. 1982) i TJ Osborne (ur. 1984) dorastali wraz z trójką rodzeństwa w niewielkim miasteczku Deale w stanie Maryland. Gdy byli mali rodzina często gromadziła się, by wykonywać wspólnie muzykę. Po jakimś czasie bracia zaczęli regularnie występować ze swoim ojcem, Johnem Osborne Sr. w zespole Deuces and a Quarter, pomagając jednocześnie ojcu w jego codziennej pracy jako hydraulik. Kiedy nie występowali przed publicznością, ćwiczyli muzykę w szopie na tyłach rodzinnego domu. W 2012 roku podpisali kontrakt muzyczny z wytwórnią Capitol Records, a rok później ukazał się ich debiutancki singiel „Let's Go There”, który dotarł do 40 miejsca notowania Billboard Hot Country Songs. Jego niewielki sukces radiowy wymusił na wytwórni decyzję o niewydaniu albumu.
Przełom nastąpił w 2015 roku wraz z wydaniem nowego utworu „Stay a Little Longer”. Piosenka została pierwotnie umieszczona na debiutanckim minialbumie zespołu z 2014 roku, ale została ponownie nagrana na potrzeby wydania singla. "Stay a Little Longer" stał się pierwszym dużym hitem duetu, docierając do czwartego miejsca w notowaniu Billboard Hot Country Songs oraz uzyskał status platynowej płyty. Jego sukces doprowadził do wydania pierwszego albumu studyjnego zatytułowanego Pawn Shop w 2016 roku. Krążek promowały jeszcze dwa single „21 Summer” i „It Ain't My Fault”. 
Na początku 2018 roku bracia ogłosili wydanie drugiej płyty studyjnej, zatytułowanej Port Saint Joe.  Album został nazwany na cześć miasta o tej samej nazwie, w którym został nagrany cały materiał. Krążek zadebiutował na drugim miejscu Billboard's Top Country Albums oraz piętnastym Billboard 200. Wydawnictwo promowały single „Shoot Me Straight” oraz „I Don't Remember Me (Before You)”. 9 października 2020 ukazał się trzeci album studyjny zatytułowany Skeletons. 

## Życie prywatne
John Osborne jest żonaty z brytyjską piosenkarką i autorką tekstów Lucie Silvas. Para poznała się w 2007 roku podczas wspólnego pisania tekstów i pobrali się w 2015 roku.
3 lutego 2021 roku TJ Osborne dokonał coming outu, co uczyniło go pierwszym jawnie homoseksualnym artystą, który podpisał kontrakt z dużą wytwórnią muzyki country.

## Dyskografia
- Pawn Shop (2016)
- Port Saint Joe (2018)
- Skeletons (2020)